# Nils Funcke

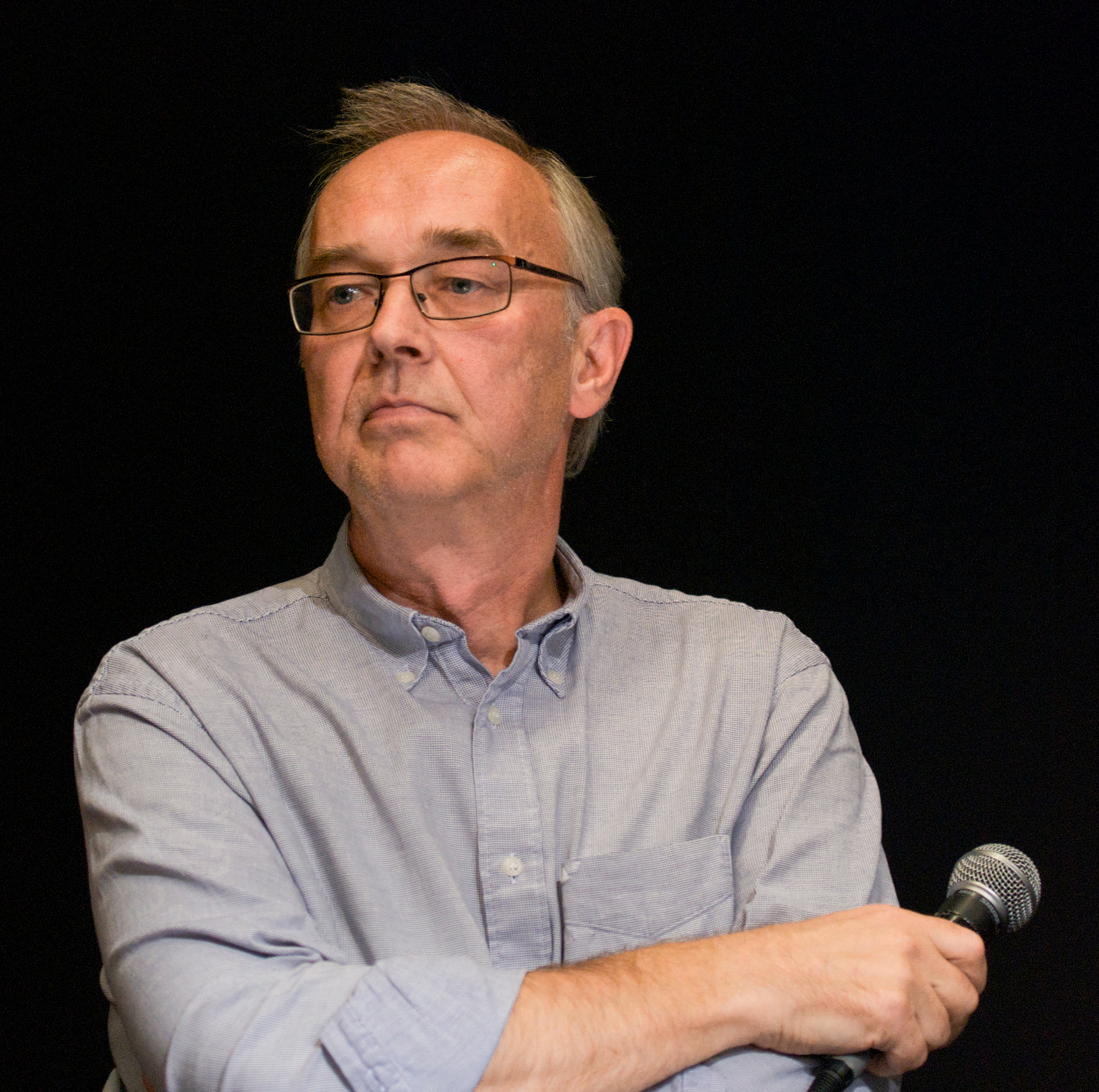
Nils Funcke, 2011.

Nils Göran Funcke, född 17 juni 1953 i Tidaholm, är en svensk journalist, författare, publicist och debattör i yttrandefrihetsfrågor. Funcke undervisade tidigare i journalistik på Stockholms universitet och är bosatt i Stockholm. 2009–2012 var Nils Funcke sekreterare i den parlamentariska Yttrandefrihetskommittén.

## Biografi
Funcke var verkstadsarbetare vid Katrinefors bruk 1975–1980. Funckes journalistiska bana började 1979 vid SKP:s tidning Gnistan. År 2005 blev han chefredaktör för den av Sveriges riksdag utgivna tidningen Riksdag & Departement. År 2006 belönades han med Stora journalistpriset i kategorin Årets avslöjare för avslöjandet att dåvarande utrikesminister Laila Freivalds gav klartecken till att kontakta Sverigedemokraternas webbhotell, vilket ledde till hennes avgång. Han är även en återkommande gästkrönikör i flera lokaltidningar. Tidigare har han arbetat på bland annat Mariestads-Tidningen, Dagens Nyheter (från början av 2000-talet), Nya Wermlands-Tidningen (chefredaktör för Säffle-Tidningen fram till augusti 1999) och Expressen. På Dagens Nyheter skrev Funcke på dess oberoende liberala ledarsida utan att ta ställning i partipolitiska frågor.
Funcke blev efter årsskiftet 1999/2000 kanslichef för Föreningen Grävande Journalister på halvtid och från 2001 på heltid, men efter en ekonomisk strid hösten 2003 började han först arbeta halvtid igen och slutade senare helt. Funcke var mellan mars 2017 och april 2018 VD för Utgivarna och arbetade där med att ta fram ett gemensamt medieetiskt system.
Funcke är en flitig debattör vad gäller grundlagsfrågor, rättsfrågor och tryck- och yttrandefrihet. Han har även uttalat sig som expert på tryckfrihetsrättsliga frågor i media[källa behövs] och har skrivit boken Tryckfriheten under tryck (1996), som ett decennium senare kom ut i en reviderad upplaga. Han har många gånger tagit ställning för pressfrihet i kontroversiella frågor.[källa behövs] I slutet av 2024 sammanfattade han flera grundlagsändringar i lagen som påverkat yttrandefriheten sedan 2015.
Han har också varit universitetsadjunkt vid Institutionen för journalistik, medier och kommunikation vid Stockholms universitet.